# Octave Tassaert

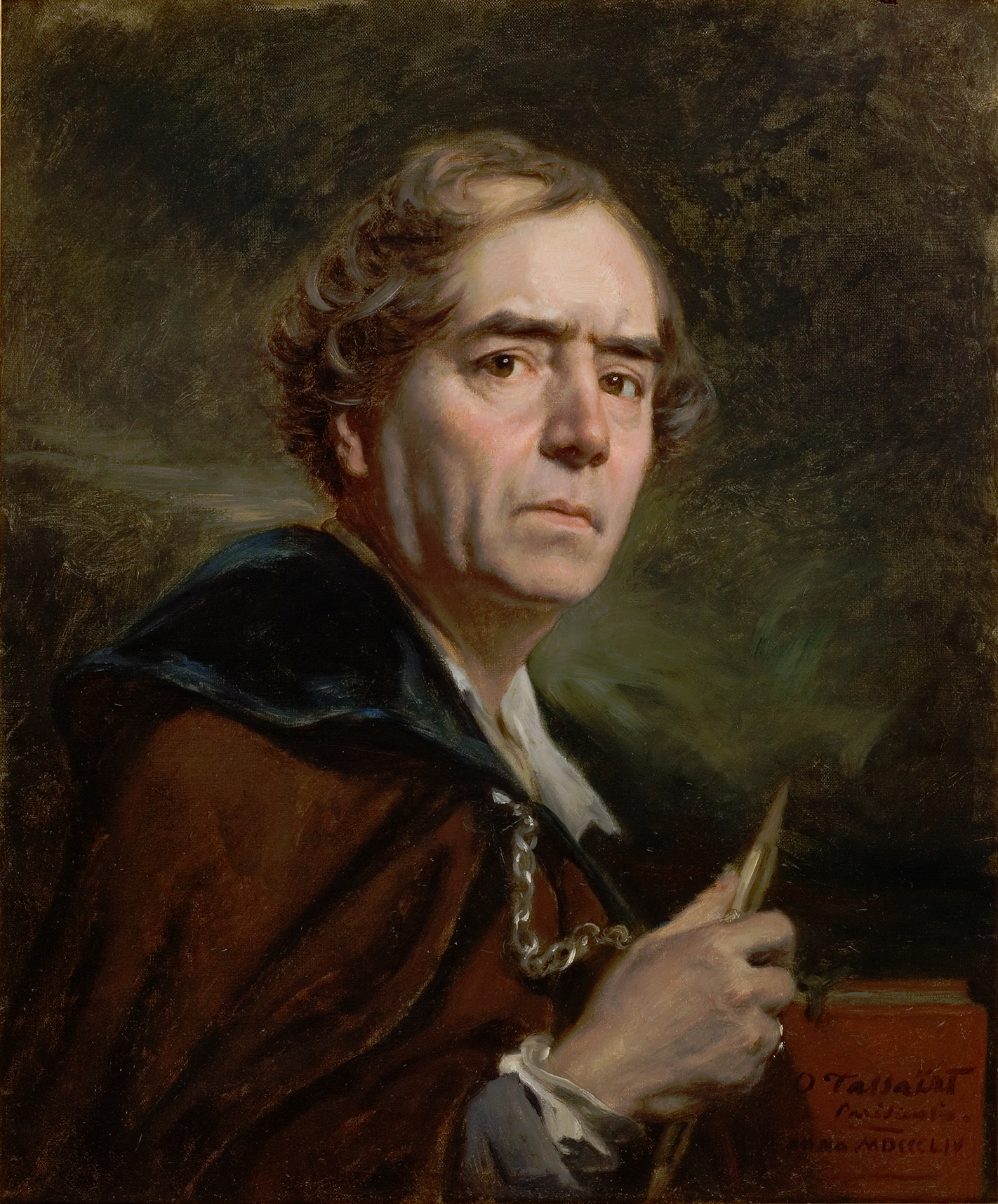
Självporträtt.

Nicolas François Octave Tassaert, född den 26 juni 1800 i Paris, död där den 24 april 1874, var en fransk konstnär. Han var sonson till Jean-Pierre-Antoine Tassaert.

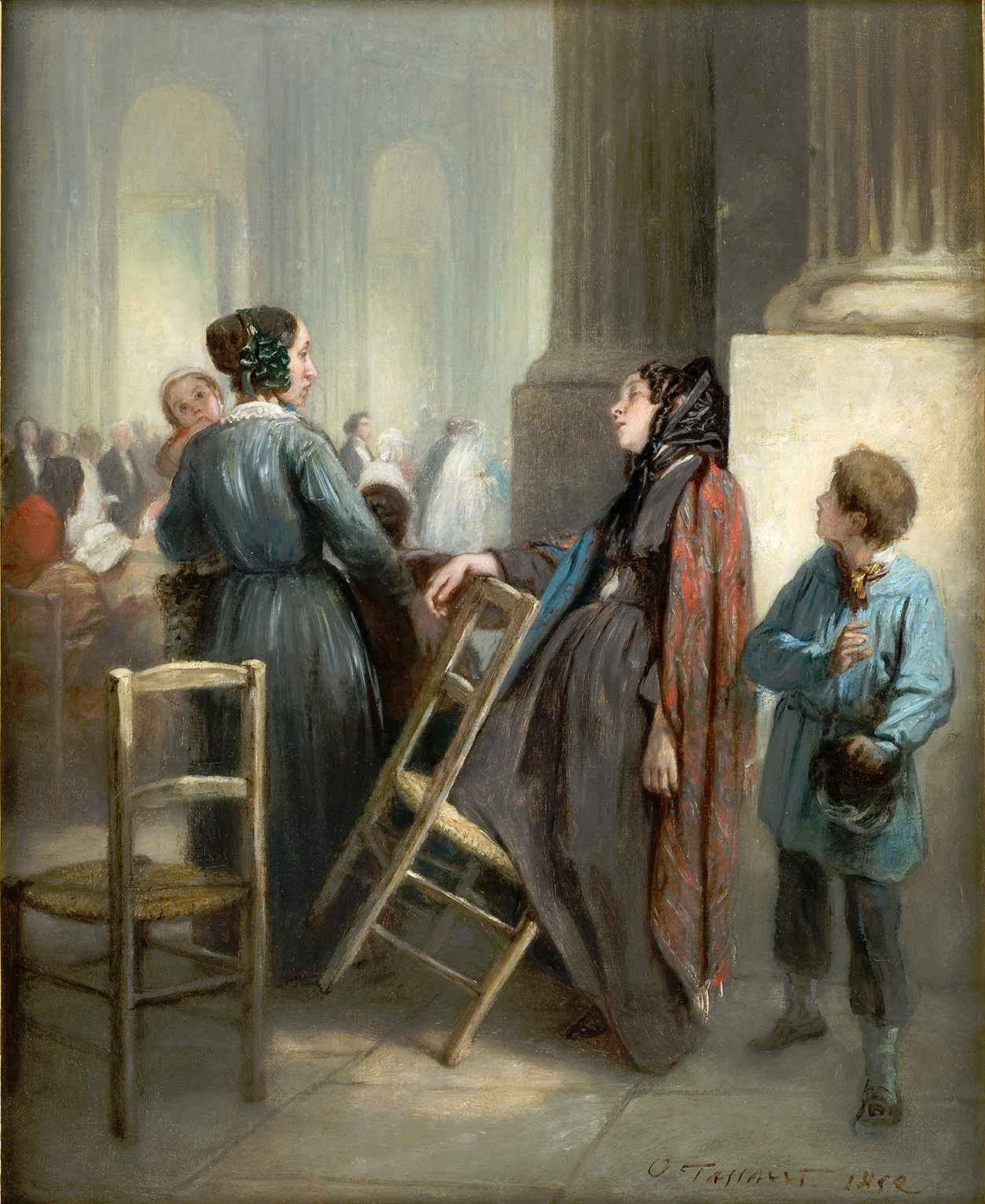
Den övergivna kvinnan, 1852.

Tassaert, som var elev av Lethiére, målade dels realistiska bilder av fattigdom, svält och nöd (Den ihjälosade och En fattig familj, som länge satt i Luxembourgmuseet), dels historiska motiv (Dagoberts begrafning, Versailles, Nattvard i katakomberna, museet i Bordeaux), dels fantasitavlor (Himmel och helvete, museet i Montpellier, Sankt Hilarions frestelse). Tassaert utförde ett hundratal litografier.  